# Syl-lav
Syl-lav (Cladonia cornuta) är en lavart som först beskrevs av L., och fick sitt nu gällande namn av Franz Georg Hoffmann. Syl-lav ingår i släktet Cladonia och familjen Cladoniaceae.  Arten är reproducerande i Sverige. Inga underarter finns listade i Catalogue of Life.

## Källor

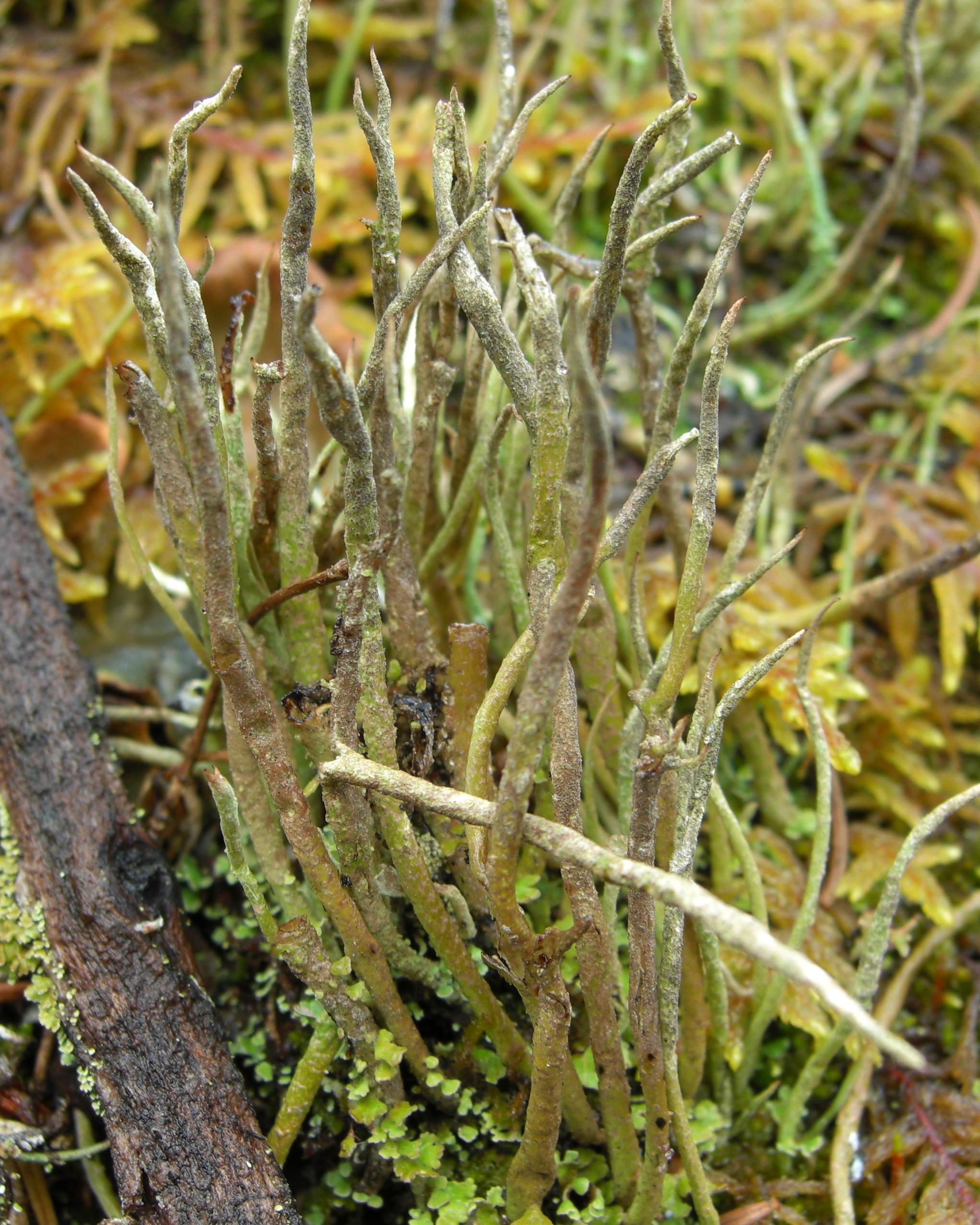
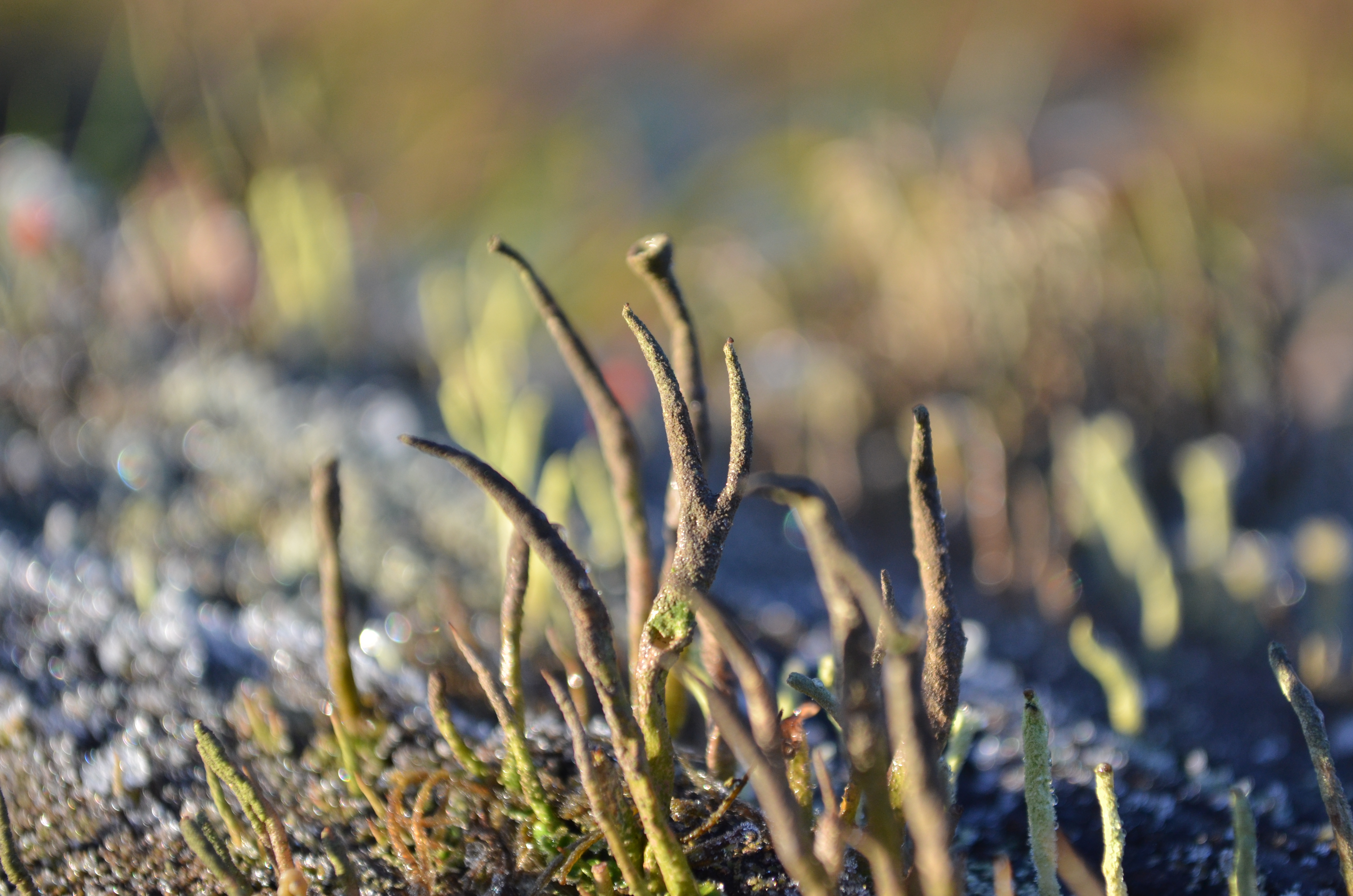